# جوش فوكس
جوش فوكس (بالإنجليزية: Josh Fox)‏ هو مخرج أمريكي، ولد في 1972 في Milanville, Pennsylvania ‏ في الولايات المتحدة.

## وصلات خارجية
- جوش فوكس على موقع IMDb (الإنجليزية)
- جوش فوكس على موقع ألو سيني (الفرنسية)
- جوش فوكس على موقع ميوزك برينز (الإنجليزية)
- جوش فوكس على موقع أول موفي (الإنجليزية)
- جوش فوكس على موقع قاعدة بيانات الأفلام السويدية (السويدية)
- جوش فوكس على موقع قاعدة بيانات الفيلم (الإنجليزية)
- جوش فوكس على موقع كينوبويسك (الروسية)